# Кубок Джибуті з футболу
Кубок Джибуті з футболу — футбольне змагання, яке щорічно проводить Федерація футболу Джибуті серед футбольних клубів Джибуті.

## Формат
У турнірі мабть право взяти будь-які футбольні клуби країни, турнір проходить за системою плей-оф.
Переможець кубку Джибуті кваліфікується до Кубку конфедерації КАФ.

## Переможці та фіналісти
| Сезон | Чемпіон                         | Результат          | Фіналіст                        |
| ----- | ------------------------------- | ------------------ | ------------------------------- |
| 1988  | «АС Порт»                       | 0 - 0 (4-3 пен.)   | «АСПМ Джибуті»                  |
| 1989  | «АС Порт»                       | 4 - 2              | «Арт/Солар 7»                   |
| 1990  | «АС Порт»                       |                    |                                 |
| 1991  | «Ас Аеропорт»                   | 2 - 1              | «АС Порт»                       |
| 1992  | «Арт/Солар 7»                   | 4 - 3              | «АС Ештеблішментс Маріль»       |
| 1993  | Форс Сек'юриті Насьональ        |                    | «ОНЕД Джибуті»                  |
| 1994  | «Бальбала»                      | 0 - 0 (5-4 пен.)   | «Алі Сабех Джибуті Телеком»     |
| 1995  | «Бальбала»                      |                    |                                 |
| 1996  | «Бальбала»                      |                    |                                 |
| 1997  | «Форс Насьональ де Поліс»       |                    |                                 |
| 1998  | «Форс Насьональ де Поліс»       |                    |                                 |
| 1999  | «Бальбала»                      |                    |                                 |
| 2000  | «АС Порт»                       |                    |                                 |
| 2001  | «Шемін де Фер Джибуту-Ефіоп'єн» |                    |                                 |
| 2002  | «Жинесс Еспуар»                 |                    | «Шемін де Фер Джибуту-Ефіоп'єн» |
| 2003  | «АС Борех»                      | 1 - 1 (5-4 пен.)   | «Алі Сабех Джибуті Телеком»     |
| 2004  | «Шемін де Фер Джибуту-Ефіоп'єн» | 6 - 2              | «Ас Борех»                      |
| 2005  | «Пост де Джибуті»               | 2 - 0              | «АС Порт»                       |
| 2006  | «Алі Сабех Джибуті Телеком»     | 3 - 0              | «АС Жендармері Насьональ»       |
| 2007  | «Сосьєт Іммобільє де Джибуті»   | 1 - 1 (4-3 пен.)   | «АС Компаньє Джибуті-Ефіопьє»   |
| 2008  | «АС Компаньє Джибуті-Ефіопьє»   | 1 - 1 (4-3 пен.)   | «Жилльє Батал»                  |
| 2009  | «Жилльє Батал»                  | 0 - 0 (13-12 пен.) | «Алі Сабех Джибуті Телеком»     |
| 2010  | «АС Порт»                       | 3 - 2              | «Жилльє Батал»                  |
| 2011  | «АС Порт»                       | 2 - 0              | «Алі Сабех Джибуті Телеком»     |
| 2012  | «Жилльє Батал»                  | 2 - 1              | «Алі Сабех Джибуті Телеком»     |
| 2013  | «АС Порт»                       | 1 - 1 (4-3 пен.)   | «Алі Сабех Джибуті Телеком»     |
| 2014  | «АС Таджура»                    | 1 - 1 ( - пен.)    | «Жилльє Батал»                  |
| 2015  | «Жилльє Батал»                  | 2 - 0              | «АС Порт»                       |
| 2016  | «Алі Сабех Джибуті Телеком»     | 1 - 1 (4-2 пен.)   | «Діхіл»                         |
| 2017  | «Жандармері Насьональ»          | 0 - 0 (7-6 пен.)   | «Жилльє Батал»                  |
| 2018  | «Алі Сабех Джибуті Телеком»     | 1 - 0              | «Банаш/Універсіте де Джибуті»   |

## Чемпіонства по клубам
| Клуб                            | Чемпіон | Роки чемпіонств                          |
| ------------------------------- | ------- | ---------------------------------------- |
| «АС Порт»                       | 7       | 1988, 1989, 1990, 2000, 2010, 2011, 2013 |
| «Бальбала»                      | 4       | 1994, 1995, 1996, 1999                   |
| «Шемін де Фер Джибуту-Ефіоп'єн» | 4       | 1992, 2001, 2004, 2008                   |
| «Форсе Насьональ де Поліс»      | 3       | 1993, 1997, 1998                         |
| «Алі Сабех Джибуті Телеком»     | 3       | 2006, 2016, 2018                         |
| «Жилльє Батал»                  | 2       | 2009, 2012                               |
| «АС Аеропорт»                   | 1       | 1991                                     |
| «Жинесс Еспуар»                 | 1       | 2002                                     |
| «Ас Борех»                      | 1       | 2003                                     |
| «Пост де Джибуті»               | 1       | 2005                                     |
| «Сосьєт Імобільє де Джибуті»    | 1       | 2007                                     |
| «Ас Таджура»                    | 1       | 2014                                     |
| «Жилльє Батал»                  | 1       | 2015                                     |
| «Жандармері Насьональ»          | 1       | 2017                                     |